# Tippah megye
Tippah megye az Amerikai Egyesült Államokban, azon belül Mississippi államban található. Megyeszékhelye és legnagyobb városa Ripley. Lakosainak száma 21 815 fő (2020. április 1.). Tippah megye Hardeman, Alcorn, Prentiss, Union és Benton megyékkel határos.

## Népesség
A megye népességének változása:
| Lakosok száma | 22 190 | 22 030 | 21 925 | 22 084 | 22 131 | 21 815 |
|               | 2010   | 2011   | 2012   | 2013   | 2015   | 2020   |